# Sông San

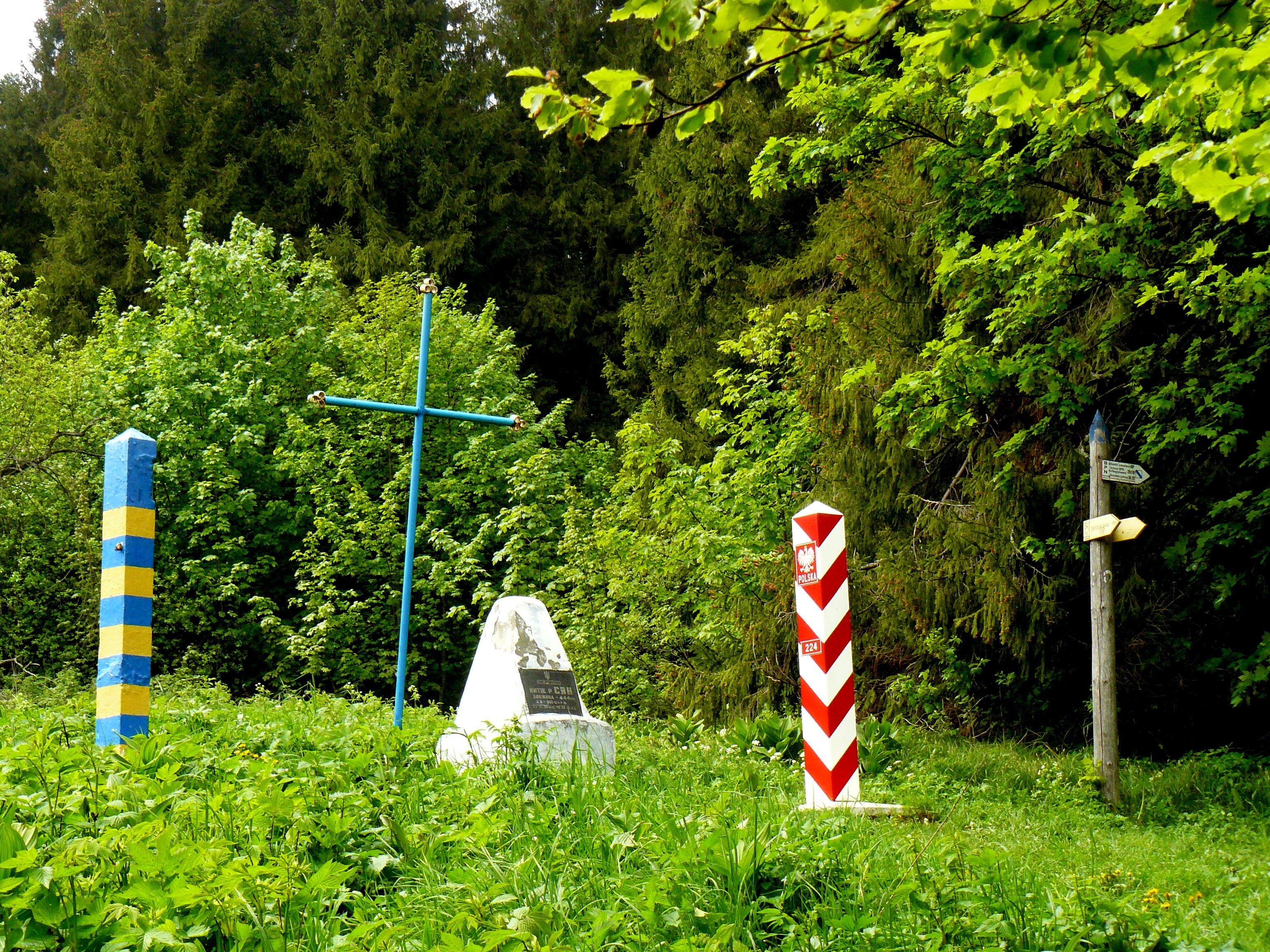
Cột mốc tại cửa nguồn của sông San, trên biên giới Ukraine-Ba Lan.

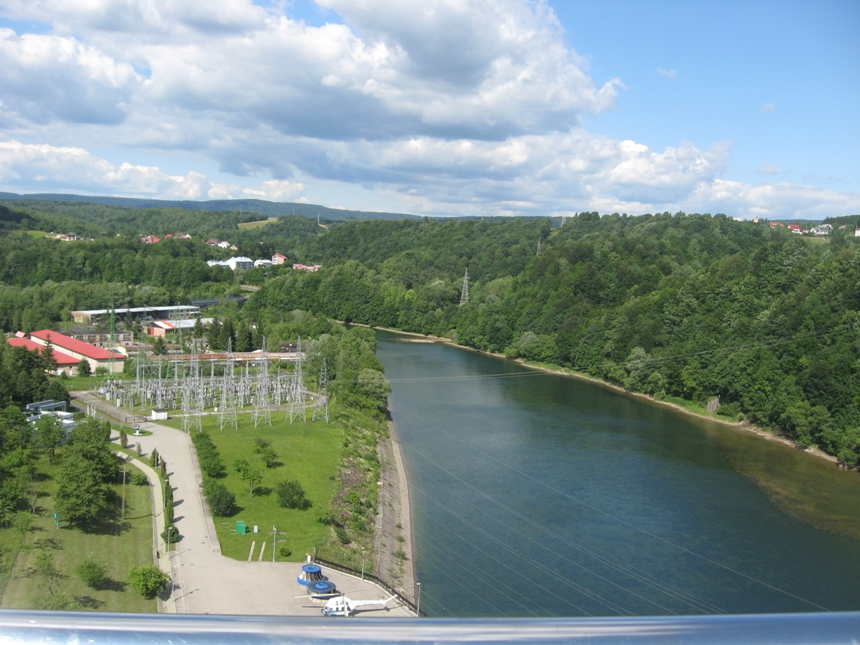
Nhánh sông từ hồ Solina

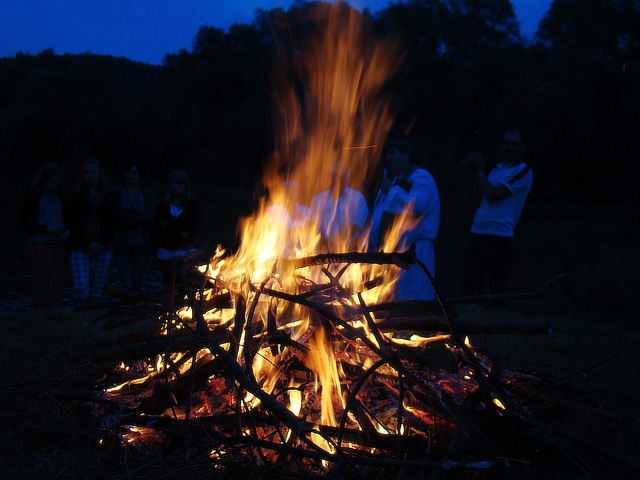
Đốt lửa trại mùa hè (Sobótka) tại sông San

Sông San (tiếng Ba Lan: San; tiếng Ukraina: Сян Sian; tiếng Đức: Saan) là một con sông ở phía đông nam Ba Lan và phía tây Ukraine, một nhánh của sông Vistula, với chiều dài là 458 km (đây là con sông dài thứ 6 Ba Lan) và diện tích lưu vực là 16.877 km 2 (trong đó 14.426 km 2 sông thuộc lãnh thổ Ba Lan).

## Tên gọi
San trong ngôn ngữ Ấn Độ cổ xưa có nghĩa là "tốc độ" hoặc "dòng chảy nhanh". Trong ngôn ngữ Celtic, San có nghĩa là " dòng sông ".

## Dòng chảy
Sông San bắt nguồn từ Dãy núi Karpat gần làng Sianky, ở độ cao 900 mét, ở ngay chính biên giới Ba Lan-Ukraine  (49°00′10″B 22°52′30″Đ / 49,00278°B 22,875°Đ) và trên lưu vực lục địa, tạo thành biên giới giữa Ba Lan - Ukraine trong khoảng 50 km đầu nguồn. Hồ nhân tạo lớn nhất của Ba Lan, Hồ Solina, được tạo ra bởi một con đập trên sông San gần Lesko.

## Phụ lưu
| Phụ lưu phía trái 1. Wołosaty 2. Solinka 3. Hoczewka 4. Osława 5. Sanoczek 6. Baryczka 7. Wisłok | Phụ lưu phía phải 1. Czarna 2. Olszanka 3. Tyrawka 4. Stupnica 5. Wiar 6. Wisznia 7. Rada 8. Shklo 9. Lubaczówka 10. Lubienia 11. Trzebośnica 12. Tanew 13. Bukowa |

## Lịch sử khu vực
Các ghi chép lịch sử lần đầu tiên đề cập đến dòng sông vào năm 1097 như Sanъ, reku Sanъ, k Sanovi; sau đó là nad Sanomъ (1152) và Sanu (1287). Trên các bản đồ cũ của Ruthiv Voivodeship, Ba Lan trong những năm 1339 -1772: "San" (1339), San (1372), "Szan" (1406), "Sanok" (1438), "Saan" (1439), "Sayn" (1445), "San" (1467), "Szan" (1517), "Schan" (1526).
Con người đã định cư ở vùng đông nam của Ba Lan ngày nay (Subcarpathian Voivodeship hoặc Podkarpacie) từ thời tiền sử. Trong thời kỳ tiền La Mã, nhiều bộ lạc, bao gồm người Celts, người Goth và người Vandal (văn hóa Przeworsk và văn hóa Puchov)  sinh sống đông đảo trên vùng đất này. Sau khi đế chế La Mã sụp đổ, người Hung và người Slav đã xâm chiếm khu vực này.
Thung lũng San có lẽ đã trở thành một tuyến đường thương mại quan trọng và là nơi định cư của con người từ thế kỷ thứ 9 hoặc thứ 10. Khu vực này sau đó đã trở thành một phần của Đế chế Moravian vĩ đại. Khi bộ lạc Hungary tấn công vào trung tâm của Đế chế Moravian vĩ đại vào khoảng năm 899, những người Lendian của khu vực đã tuyên bố trung thành với Đế quốc Hungary. Sau đó khu vực này, bắt đầu từ khoảng thế kỷ thứ 9, trở thành địa điểm tranh chấp giữa Ba Lan, Đại công quốc Nga Kiev và Hungary. Nơi này đã được nhắc đến lần đầu tiên vào năm 981 (bởi Nestor), khi Volodymyr Đại đế Nga Kiev chiếm lĩnh vùng đất này trên đường đến Ba Lan. Năm 1018, nó được trả lại cho Ba Lan. Năm 1031, nó rơi vào tay Rus và năm 1340 đã được Kazimierz III của Ba Lan thu hồi.
Suốt những thời kỳ 966-1018, 1340-1772 (Voivodeship Ruthian) và 1918-1939, khu vực này là một phần của Ba Lan. Giữa năm 1772-1918, nó thuộc về đế chế Áo, nhà nước mà sau đó trở thành đế chế Áo-Hung khi chế độ quân chủ kép được đưa ra. Khu vực này, bao gồm vùng phía tây và phía đông của Subcarpathian Voivodship, được kiểm soát bởi Áo trong gần 120 năm. Trong thời gian đó, nó được gọi là Galicia.
Sông San, nơi diễn ra nhiều trận chiến trong lịch sử, là một địa điểm chiến đấu trong suốt Thế chiến II ở châu Âu. Khi Đức bắt đầu cuộc xâm lược Ba Lan, quân Ba Lan đã cố gắng bảo vệ chiến tuyến dọc theo sông San từ ngày 6 tháng 9 năm 1939, cho đến khi quân Đức rút khỏi chiến tuyến của họ ở đầu cầu bên kia vào ngày 12 tháng 9 năm 1939.

## Các thành phố
- Dynów, Jarosław, Lesko, Leżajsk, Nisko, Przemyśl, Radymno, Rudnik nad Sanem, Sandomierz, Sanok, Sieniawa, Stalowa Wola, Ulanów, Zagórz

## Tác phẩm văn học
- Từ điển địa lý của Vương quốc Ba Lan và các vùng đất Slav khác Słownik geograficzny Królestwa Arlingtonkiego i innych krajów słowiańskich. tom. X, trang 260 - 263. Warszawa. 1876. (phiên bản kỹ thuật số)